# 19e conseil des ministres du Canada
Confédération canadienne
18e conseil des ministres 20e conseil des ministres
Le 19e conseil des ministres du Canada est formé du cabinet durant le gouvernement de Lester B. Pearson. Ce conseil est en place du 22 avril 1963 au 20 avril 1968, incluant la 26e et la 27e législature. Ce gouvernement est dirigé par le Parti libéral du Canada. 

## Conseils des ministres et membre du cabinet
- Premier ministre du Canada

1. 1963-1968 Lester B. Pearson

- Ministre des Affaires des anciens combattants

1. 1963-1968 Roger Joseph Teillet

- Secrétaire d'État aux Affaires extérieures

1. 1963-1968 Paul Joseph James Martin

- Ministre des Affaires indiennes et du Nord canadien

1. 1963-1968 Arthur Laing

- Ministre de l'Agriculture

1. 1963-1965 Harry William Hays
2. 1965-1968 John James Greene

- Ministre de la Citoyenneté et de l'Immigration

1. 1963-1964 Guy Favreau
2. 1964-1965 René Tremblay
3. 1965-1965 John Robert Nicholson
4. 1965-1968 Jean Marchand

- Ministre du Commerce

1. 1963-1966 Mitchell William Sharp
2. 1966-1968 Robert Henry Winters
3. 1968-1968 Jean-Luc Pépin (Intérim)

- Président du Conseil du Trésor

1. 1966-1968 Edgard John Benson

- Président du Conseil privé

1. 1963-1964 Maurice Lamontagne
2. 1964-1965 George James McIlraith
3. 1965-1967 Guy Favreau
4. 1967-1968 Walter Lockart Gordon
5. 1968-1968 Pierre Elliott Trudeau (Intérim)

- Ministre de la Consommation et des Corporations

1. 1967-1968 John Napier Turner

- Ministre associé de la Défense nationale

1. 1963-1965 Lucien Cardin
2. 1965-1967 Léo Cadieux
3. 1967-1968 Vacant

- Ministre de la Défense nationale

1. 1963-1967 Paul Theodore Hellyer
2. 1967-1968 Léo Cadieux

- Ministre de l'Énergie, des Mines et des Ressources

1. 1963-1965 Walter Lockart Gordon
2. 1965-1965 Mitchell William Sharp (Intérim)
3. 1965-1968 Mitchell William Sharp

- Ministre de l'Énergie, des Mines et des Ressources

1. 1966-1968 Jean-Luc Pépin

- Ministre des Finances et Receveur général

1. 1963-1965 Walter Lockart Gordon
2. 1965-1965 Mitchell William Sharp (Intérim)
3. 1965-1968 Mitchell William Sharp

- Ministre des Forêts

1. 1963-1964 John Robert Nicholson
2. 1964-1966 Maurice Sauvé

- Ministre des Forêts et du Développement rural

1. 1966-1968 Maurice Sauvé

- Ministre de l'Industrie

1. 1963-1968 Charles Mills Drury

- Ministre de la Justice et procureur général du Canada

1. 1963-1964 Lionel Chevrier
2. 1964-1965 Guy Favreau
3. 1965-1965 George James McIlraith (Intérim)
4. 1965-1967 Lucien Cardin
5. 1967-1968 Pierre Elliott Trudeau

- Ministre de la Main-d'œuvre et de l'Immigration

1. 1966-1968 Jean Marchand

- Ministre des Mines et des Relevés techniques

1. 1963-1965 William Moore Benidickson
2. 1965-1965 John Watson MacNaught
3. 1965-1968 Jean-Luc Pépin

- Ministre des Postes

1. 1963-1964 Azellus Denis
2. 1964-1965 John Robert Nicholson
3. 1965-1965 René Tremblay
4. 1965-1968 Jean-Pierre Côté

- Ministre sans portefeuille

1. 1963-1964 William Ross Macdonald (Sénateur)
2. 1963-1965 John Watson MacNaught
3. 1963-1964 René Tremblay
4. 1964-1968 John Joseph Connolly (Sénateur)
5. 1964-1965 Yvon Dupuis
6. 1965-1966 Lawrence Pennell
7. 1965-1965 Jean-Luc Pépin
8. 1965-1967 John Napier Turner
9. 1967-1967 Walter Lockart Gordon
10. 1967-1968 Jean Chrétien
11. 1967-1968 Charles Ronald McKay Granger
12. 1968-1968 Bryce Stuart Mackasey

- Ministre du Nord canadien et des Ressources nationales

1. 1963-1966 Arthur Laing

- Ministre des Pêcheries

1. 1963-1968 Hédard Robichaud

- Ministre de la Production de défense

1. 1963-1968 Charles Mills Drury

- Registraire général du Canada

1. 1966-1967 Guy Favreau
2. 1967-1968 John Napier Turner

- Ministre du Revenu national

1. 1963-1964 John Richard Garland
2. 1964-1964 Vacant
3. 1964-1964 George James McIlraith (Intérim)
4. 1964-1968 Edgar John Benson
5. 1968-1968 Jean Chrétien

- Ministre de la Santé nationale et du Bien-être social

1. 1963-1965 Julia Verlyn LaMarsh
2. 1965-1968 Allan Joseph MacEachen

- Secrétaire d'État du Canada

1. 1963-1964 John Whitney Pickersgill
2. 1964-1965 Maurice Lamontagne
3. 1965-1968 Julia Verlyn LaMarsh
4. 1968-1968 John Joseph Connolly (Intérim)

- Solliciteur général du Canada

1. 1963-1965 John Watson MacNaught
2. 1965-1968 Lawrence Pennell

- Ministre des Transports

1. 1963-1964 George James McIlraith
2. 1964-1967 John Whitney Pickersgill
3. 1967-1968 Paul Theodore Hellyer

- Ministre du Travail

1. 1963-1965 Allan Joseph MacEachen
2. 1965-1968 John Robert Nicholson

- Ministre des Travaux publics

1. 1963-1965 Jean-Paul Deschatelets
2. 1965-1965 Vacant
3. 1965-1965 Lucien Cardin
4. 1965-1968 George James McIlraith